# Insulele Habibas
Habibas este un arhipelag situat în Marea Mediterană, la nord-vest de țărmul algerian. Cuprinde mai multe stânci și 2 insule principale (denumite Insula Occidentală, respectiv Insula Orientală) care totalizează o suprafață de 0, 40 km 2. Arhipelagul are o altitudine maximă de 108 m (după alte surse 105 m) atinsă de o colină situată în Insula Orientală. Pe această înălțime se află amplasat un far maritim construit  în anul 1879 . Insulele Habibas fac parte dintr-o rezervație naturală  întinsă pe 27,24 km 2, ce cuprinde atât zonă de uscat cât și teritoriu marin. Aria protejată, înființată în 2005 adăpostește specii floristice endemice. Pe insula occidentală se află 3-4 case construite în epoca colonială și un cimitir ce adăpostește mormintele unor marinari francezi naufragiați. Vestigii paleolitice.
Din punct de vedere administrativ insulele Habibas sunt administrate de Algeria. Ele se află în Provincia Aïn Témouchent și aparțin comunei Bou Zedjar.